# Tobias Menzies
Pour les articles homonymes, voir Menzies.
Tobias Menzies, né le 7 mars 1974 à Londres, est un acteur britannique.
Il est connu pour ses rôles de Brutus dans la série Rome (2005-2007), d'Edmure Tully dans Game of Thrones (2013-2019), du double rôle de Frank et Jack Randall dans Outlander (2014-2018), et du prince Philip dans la série The Crown (2019-2020).

## Biographie
Tobias Menzies obtient son diplôme de l'Académie royale d'art dramatique (RADA) en 1998 et commence sa carrière d'acteur dans des séries britanniques populaires telles que Casualty, Inspecteur Barnaby et Foyle's War. Il apparaît également dans le téléfilm controversé A Very Social Secretary de Jon Jones.
Il est surtout connu du public international comme Marcus Junius Brutus dans la série télévisée Rome. Il joue un des rôles principaux dans The Low Down avec Aidan Gillen et participe en 2006 à la relance de la franchise James Bond avec Casino Royale. 2007 le voit apparaître dans le rôle de William Elliot dans Persuasion, adaptation par ITV du roman de même nom de Jane Austen, et dans celui de Derrick Sington dans le drame de Channel 4 The Relief of Belsen (en).
Très actif sur scène, il est nommé en 2003 aux Ian Charleson Awards pour son interprétation du baron von Touzenbach dans la pièce Les Trois Sœurs de Tchekhov, mise en scène par Michael Blakemore (en) au Playhouse Theatre. En 2005, il joue au Royal National Theatre le jeune professeur Irwin dans The History Boys, une pièce d'Alan Bennett mise en scène par Nicholas Hytner, et est un Hamlet acclamé par la critique dans une mise en scène de Rupert Goold au Royal Theatre (en) de Northampton.
En 2019, il interprète le rôle du Prince Philip dans la troisième et quatrième saison de la série The Crown et celui de l'explorateur James Fitzjames dans la série The Terror.

## Filmographie

### Cinéma
- 2000 : The Low Down de Jamie Thraves (en) : John
- 2004 : Picadilly Jim (en) de John McKay (en) : Reg
- 2004 : Neverland de Marc Forster : le client du théâtre
- 2005 : Pierrepoint d'Adrian Shergold : le lieutenant Llewelyn
- 2006 : Casino Royale de Martin Campbell : Villiers
- 2007 : Reviens-moi (Atonement) de Joe Wright : un officier de la marine
- 2007 : Jackboots (Jackboots on Whitehall) des frères McHenry (en) : le capitaine English (voix)
- 2010 : The Duel de Dover Kosashvili : Von Koren
- 2010 : Forget Me Not (en) d'Alexander Holt et Lance Roehrig : Will Fletcher
- 2011 : Oh My God! (Hysteria) de Tanya Wexler : Mr Squyers
- 2014 : Black Sea de Kevin Macdonald : Lewis
- 2016 : Una de Benedict Andrews (en) : Mark
- 2016 : Underworld: Blood Wars d'Anna Foerster : Marius
- 2025 : F1 de Joseph Kosinski : Peter Banning

### Court-métrage
- 2011 : The Door : L'homme aux ailes de cygne
- 2012 : Nora : Richard
- 2014 : The Birthday Gift : David
- 2014 : Off the Page: Groove Is in the Heart : Mark
- 2016 : The Velvet Abstract : Narrateur (voix)
- 2021 : Laika
- 2022 : Nobody Listens Anymore : Martin

### Télévision
- 1998-2000 : Casualty : Frank Gallagher (saisons 13 et 14, 11 épisodes)
- 2000 : Inspecteur Barnaby (Midsomer Murders) : Jack Dorset (saison 3, Le Jour du jugement)
- 2002 : Foyle's War : Stanley Ellis (saison 1, 1 épisode)
- 2005-2007 : Rome : Marcus Junius Brutus (saisons 1 et 2, 17 épisodes)
- 2007 : Persuasion : William Elliot (téléfilm)
- 2007 : The Relief of Belsen (en) : Derrick Sington (téléfilm)
- 2009 : MI-5 (Spooks) : Andrew Lawrence (saison 8, 7 et 8 épisodes)
- 2010 : Any Human Heart (en) : Ian Fleming (saison 1, 2 épisodes)
- 2011 : The Shadow Line : Ross McGovern (saison 1, 5 épisodes)
- 2012 : Eternal Law (en) : Richard Pembroke (saison 1, 6 épisodes)
- 2012 : The Thick of It : Simon Weir (saison 4, 1 épisode)
- 2012 : Getting On (en) : Dr Tom Kersley (saison 3, 3 épisodes)
- 2012 : Secret State : Charles Flyte (saison 1, 1 épisode)
- 2013 : Doctor Who : le lieutenant Stepashin (saison 7, épisode Destruction mutuelle assurée)
- 2013 : Black Mirror : Liam Monroe (saison 2, Le Show de Waldo)
- 2013-2016 et 2019 : Game of Thrones : Edmure Tully (saisons 3, 6 et 8, 9 épisodes)
- 2014 : Affaires non classées (Silent Witness) : Greg Walker (saison 17, 2 épisodes)
- 2014 : The Honourable Woman : Nathaniel Bloom (saison 1, 3 épisodes)
- 2014-2018 : Outlander : Frank Randall / Jonathan « Black Jack » Randall (saison 1 à 4, 24 épisodes)
- 2015-2017 : Catastrophe : Dr Harries (saisons 1 à 3, 4 épisodes)
- 2016 : The Night Manager : Geoffrey Dromgoole (saison 1, 4 épisodes)
- 2018 : The Terror : le capitaine James Fitzjames (saison 1, 10 épisodes)
- 2018 : Le Roi Lear de Richard Eyre (téléfilm) : Duc de Cornouailles
- 2019-2020 : The Crown : le prince Philip (saisons 3 et 4)
- 2019-2021 : This Way Up : Richard (saisons 1 et 2)
- 2021 : Modern Love : Van (saison 2, 1 épisode)
- 2022 : Made in Oslo : Nicolas (saison 1, 3 épisodes)
- 2024 : Manhunt (en) : (mini-série) : Edwin Stanton

## Distinctions

### Récompenses
- Satellite Awards 2019 : Meilleur acteur dans une série télévisée dramatique ou une série de genre pour The Crown
- 2020 : Overcome Film Festival de la meilleure performance vocale pour The Velvet Abstract partagé avec James Hughes (Réalisateur)
- Screen Actors Guild Awards 2020 : Meilleure distribution pour une série dramatique pour The Crown partagé avec Marion Bailey, Helena Bonham Carter, Olivia Colman, Charles Dance, Erin Doherty, Ben Daniels, Charles Edwards, Josh O'Connor, Sam Phillips, David Rintoul et Jason Watkins
- Satellite Awards 2020 : Meilleur acteur dans une série télévisée dramatique ou une série de genre pour The Crown
- Primetime Emmy Awards 2021 : Meilleur acteur dans un second rôle pour The Crown

### Nominations
- 2015 : IGN Summer Movie Awards du meilleur vilain TV dans une série télévisée dramatique pour Outlander
- Saturn Awards 2015 : Meilleur acteur de télévision dans une série télévisée dramatique pour Outlander
- Golden Globes 2016 : Meilleur acteur dans un second rôle dans une série, une mini-série ou un téléfilm pour Outlander
- Critics' Choice Television Awards 2020 : Meilleur acteur dans une série dramatique pour The Crown
- Golden Globes 2020 : Meilleur acteur dans une série télévisée dramatique pour le rôle de Philip Mountbatten pour The Crown
- 2020 : MovieGuide Awards de la performance la plus inspirée dans une série télévisée dramatique pour The Crown
- Satellite Awards 2021 : Meilleur acteur dans une série télévisée dramatique ou une série de genre pour The Crown
- Critics' Choice Television Awards 2021 : Meilleur acteur dans un second rôle dans une série dramatique pour The Crown